# Konsulargerichtsbarkeit in Japan
Die Konsulargerichtsbarkeit in Japan (jap.日本における領事裁判権 Nihon ni okeru ryōji saibanken) schützte von 1856 bis kurz nach 1900 die meisten dort lebenden Ausländer aus dreizehn vertragsschließenden Nationen vor dem Zugriff der japanischen Justiz, bis diese durch Reformen einen für westliches Verständnis angemessenen Standard erreicht hatte.
Die westliche völkerrechtliche Theorie im 19. Jahrhundert ging von der Annahme aus, ein christlicher, und somit per se „zivilisierter“ Weißer verließe sein Heimatrechtsgebiet dann nicht, wenn er sich in nicht-christliche und somit „unzivilisierte“ Gegenden begäbe. Hieraus entstand in den Kolonien eine juristische Ungleichbehandlung zwischen Kolonialherren und Eingeborenen. Für die wenigen unabhängigen, nicht-christlichen Staaten wie dem osmanischen Reich oder Siam ergab sich eine Schutzberechtigung, die vertraglich (z. B. Kapitulationen des Osmanischen Reiches), bei weniger mächtigen Fürsten gerne auch per Kanonenbootdiplomatie, durchgesetzt wurden. Im Gegensatz dazu sind die Konsulargerichtsbarkeiten in Japan in allen Fällen vertraglich begründet gewesen.

## Vertragliche Grundlagen
Verschiedene Übereinkommen regelten die (Handels-)Beziehungen Japans zur Außenwelt und der Exterritorialität. Die das Ende der 250-jährigen Abschließung erzwingenden Amerikaner erreichten den Vertrag von Kanagawa (31. März 1854). Es folgte der englisch-japanische Freundschaftsvertrag vom 4. Oktober 1854 und mit Russland der Vertrag von Shimoda (7. Februar 1855). Diese frühen Übereinkünfte, die auch Meistbegünstigungsklauseln enthielten, schränkten japanische Hoheitsrechte über ausländische Bürger ein.
Jedoch erst der Vertrag mit den Niederlanden vom 30. Januar 1856, ergänzt am 16. Oktober 1857, legte expressis verbis fest, dass deren Bürger, so sie japanisches Recht brechen, vor ein niederländisches Gericht zu stellen zu seien. Ähnliches findet sich dann im revidierten Harris-Vertrag (29. Juli 1858) mit den USA, der die Vorlage für eine Revision mit dem Übereinkommen mit Russland bildete (7. August 1858), sowie in dem Vertrag mit Frankreich vom 9. Oktober 1858.
Auf Basis der Meistbegünstigung wurden dann entsprechende Regelungen, nämlich dass zivil- und strafrechtliche Beschwerden von Japanern vom bzw. vor dem jeweiligen Konsul zu verhandeln seien, in nachfolgende Verträge mit aufgenommen. Abgeschlossen wurden solche mit Portugal (3. August 1860), Belgien (1. August 1866), Italien (25. August 1866), Dänemark (12. Januar 1867), Schweden-Norwegen (11. November 1868), Spanien (12. November 1868) sowie China (1871), hier mit gegenseitiger Konsulargerichtsbarkeit.
Der preußisch-japanische Freundschafts-, Handels- und Schifffahrtsvertrag vom 24. Januar 1861 beschränkte Zivilsachen ausdrücklich auf von Japanern gegen Preußen vorgebrachte Beschwerden. Ein geschädigter Preuße hatte den japanischen Richter aufzusuchen. Die Vereinbarung mit der Schweiz am 6. Februar 1864 war gleichlautend.
Japan verpflichtete sich durch Kabinettsbeschluss vom 3. Februar 1868 (jap. 慶応4/1/10) sich an anerkannte völkerrechtliche Gepflogenheiten zu halten.
Der Vertrag mit dem norddeutschen Bund am 20. Februar 1869 (und der wortgleiche mit Österreich-Ungarn vom 18. Oktober 1869) enthielten die umfassendste Regelung zur Konsulargerichtsbarkeit. Diese wurde in Folge der Meistbegünstigung zum allgemeinen Standard.

### Aufhebung der Konsulargerichtsbarkeit
Der Vertrag mit Mexiko 1888 war der erste, bei dem Japan gleichberechtigter, „zivilisierter“ Partner war. Mexikanische Bürger unterstanden von Anfang an in Japan ausschließlich japanischer Gerichtsbarkeit.
Alle vorgenannten Abkommen hatten Daten zur möglichen Neuverhandlung festgeschrieben. Japan erhandelte die Aufhebung der Konsulargerichtsbarkeit beginnend Juli 1899 durch geänderte Verträge mit Großbritannien am 16. Juli 1894, den USA am 22. November 1894, Italien am 1. Dezember 1894, Russland am 8. Juni 1895 sowie dem Deutschen Reich am 4. April 1896, bald darauf gefolgt von Frankreich und noch im selben Jahr der Schweiz. Portugal hatte seit 1892 keinen Konsul mehr im Land, weshalb ein kaiserlich-japanischer Erlass am 14. Juli 1892 dessen Konsulargerichtsbarkeit aufhob. Am längsten standhaft blieb Belgien, das erst 1911 auf seine Konsulargerichtsbarkeit verzichtete.

Auf der koreanischen Halbinsel bestand die Konsulargerichtsbarkeit bis zu deren vollkommener Eingliederung ins japanische Reich 1910.
Die Zustimmung der Großmächte erleichterte die Einführung eines modernen westlichen Rechtssystems. Am 27. April 1896 verkündete man ein bürgerliches Gesetzbuch (民法, Minpō), das den Entwurf eines bürgerlichen Gesetzbuches für das Deutsche Reich von 1887 fast vollumfänglich übernahm. Eine erste Strafrechtsreform war nach französischem Vorbild schon 1880 erfolgt, ein neues Strafgesetzbuch gab es 1907.
Der nach dem Sieg über China 1895 geschlossene Vertrag von Shimonoseki war ein ungleicher Vertrag zugunsten Japans. Die chinesischen Konsulargerichte wurden aufgehoben. Japans Außenpolitik zielte seit den 1890er Jahren auf Gleichberechtigung mit den imperialistischen Großmächten. Die Intervention von Shimonoseki zeigte den Japanern jedoch schmerzhaft ihre Grenzen auf. Erst nach dem Sieg über Russland konnte man nach 1905 verstärkt darauf drängen, die verbliebenen exterritorialen Rechte aufheben zu lassen.

## Zuständigkeiten
Die zum Standard gewordene erwähnte Regelung von 1869 sah vor, dass:
- zivilrechtliche Klagen von Japanern gegen einen Ausländer vor dessen Konsul zu bringen sind und nur dieser ein Urteil fällen darf.
- japanische Behörden sich in Streitigkeiten zwischen Ausländern nicht einmischen dürfen.
- Ausländer, die einer Straftat bezichtigt werden, vor ihren Konsul zu bringen sind, der nach dem heimatlichen Strafrecht urteilt.
- Ausländer, die zivilrechtlich gegen Japaner vorgehen wollten, dies vor japanischen Behörden nach deren Recht tun müssen.
- Japaner, die durch ein Verbrechen einen Ausländer schädigten, vor ein japanisches Gericht kommen.

Wer privilegierter „Schutzgenosse“ war, wurde von den Großmächten weitreichend definiert. Für Großbritannien waren es alle Untertanen des Empire, inklusive von “protected persons,” wie es z. B. die arabischen Einwohner der Persian Gulf Residency waren. Frankreich beanspruchte für sich alle katholischen Priester und Mönche, Untertanen befreundeter Staaten, die keinen Konsul im Lande hatten und alle von ihnen angestellten Japaner.
Gewisse Unklarheiten entstanden, wenn die beteiligten Ausländer Angehörige unterschiedlicher Staaten oder von Nicht-Vertragsstaaten waren (z. B. Lateinamerikaner oder Osmanen) oder bei Seeleuten, die auf Kauffahrteischiffen einer anderen vertragsschließenden Nation angeheuert hatten.

## Organisation
Die Konsulargerichte waren nach den Vorschriften ihrer Heimatländer konstituiert, die jedoch Abweichungen von der Gerichtsverfassung im Herkunftsland vorsehen konnten. So musste ein deutscher Konsul nicht zwangsläufig die „Befähigung zum Richteramt“ haben - allerdings waren alle deutschen Berufskonsuln der Kaiserzeit studierte Juristen mit mindestens erster Staatsprüfung. Die Konsuln waren in Strafsachen vielfach Polizei, Staatsanwalt und Amtsrichter in einem.
Praktisch alle Vertragsstaaten hatten ein Konsulat im wichtigsten Exporthafen Yokohama, vielfach auch im rasch wachsenden, vor allem dem Import dienenden Kōbe (bzw. Hyōgo), wo ein deutscher Berufskonsul seit 1. April 1874 amtierte.

### Grande ordonnance de la marine
Fast alle Länder folgten bei der Gerichtsorganisation dem französischen Muster, die für Konsulargerichte ihren Ursprung in der Grande ordonnance de la marine vom 31. Juli 1681 hat:
1. Instanz: Konsul mit zwei Beisitzern, die aus den im Konsulatsbezirk ansässigen Bürgern gewählt werden. Der amerikanische Konsul nahm sich nur Beisitzer, wenn der Streitwert $ 500 überschritt, sein Schweizer Kollege ab 800 fr.
Bei Strafsachen urteilte ein Konsul bei Übertretungen alleine (für Amerikaner z. B. bis 60 Tage Haft), bei Vergehen fungierten die Beisitzer als Schöffen, Verbrechen beurteilte der Konsul als Untersuchungsrichter, das Gericht ist nur Anklagekammer, ein Urteil fällte die höhere Instanz.
2. Instanz: Ein jeweils bestimmtes höheres Gericht, auch zuständig für Berufungen.
Für Franzosen war dieses z. B. in Saigon, für Portugiesen in Goa, für Amerikaner der District Court of California. Für Preußen war die 2. Instanz das Tribunal in Stettin, ggf. dann das Obertribunal in Berlin; nach 1879 nur noch das Reichsgericht. Die Russen nutzten ein Gesandtschaftsgericht in Tokio, dem der älteste Gesandtschaftssekretär vorstand und der angesehene ortsansässige Russen zu seinen Beisitzern berief. Die Deutschen mussten, mangels Staatsanwaltschaft vor Ort, bei Schwerverbrechen den Angeklagten samt Akten ins Deutsche Reich schicken. In der Schweizer Praxis gab es nur eine einzige Berufung, 1893, in Folge dessen der Bundesrat entschied, er sei die zuständige Instanz.
Geldbußen bei Verstößen gegen Handels- oder Zollrecht gingen vertragsgemäß immer an die japanische Staatskasse.
Durch Vereinbarungen wurden gerade in kleineren Häfen die Zusammenarbeit von Konsulaten geregelt. So war der 1898–1902 als deutscher Generalkonsul in Nagasaki amtierende Georg Coates (1853–1924) auch für Italiener und Bürger von Schweden-Norwegen zuständig, die ihm mehr Arbeit machten als die knapp 30 Deutschen im Ort.

### British Court for Japan
Die Briten organisierten ihre überseeischen Gerichte nach den Bestimmungen des Konsulargesetzes von 1843 bzw. 1890. Hierzu ergingen regional gültige Orders in Council und von den örtlichen Diplomaten erlassenen Queen's/King's Regulations zu Verfahrensfragen und Gebühren. Das Foreign Office richtete bereits 1859 eine spezielle Laufbahn, den British Japan Consular Service ein. Beamte begannen ihren Dienst als “trainee interpreters,” bis sie nach 3–4 Jahren in verantwortliche Positionen aufsteigen konnten.
Britische Konsuln waren in Ostasien auch für Verbrechen an Bord britischer Schiffe Richter, sofern diese strafbaren Handlungen näher als 100 Meilen der jeweiligen Küste begangen worden waren. Diese Befugnis basierte jedoch auf den Merchant Shipping Acts von 1854 und 1890.
Als Eingangsinstanz fungierte ein provincial court mit dem örtlichen Konsul als Vorsitzenden und in schweren Fällen 2–4 Beisitzern - Briten, die im Bezirk wohnen. Seit 1879 gab es einen speziellen British Court for Japan in Yokohama. Hier urteilte der Richter, ein qualifizierter Jurist mit mindestens sieben Jahren Barrister-Erfahrung, mit fünf Geschworenen. Der britische Konsul in Yokohama war ex officio Assistenzrichter. Die Berufungs- bzw. Revisionsinstanz war der British Supreme Court for China in der internationalen Niederlassung von Shanghai (bereits 1871–78 stellte man von dort dauerhaft einen Richter ab).
Als Richter in Yokohama fungierten:
- Richard Temple Rennie 1879–81
- Nicholas John Hannen 1881–91
- Robert Anderson Mowat 1891–97
- Hiram Shaw Wilkinson 1877–78 als “Acting Law Secretary”, als Richter 1897 bis zur Abschaffung 1900